# Изпълнителна агенция
Изпълнителна агенция в България е орган на изпълнителната власт, който се създава към определен министър за административно обслужване на гражданите и юридическите лица, както и за изпълнение на конкретни административни дейности и услуги. Изпълнителните агенции са юридически лица на бюджетна издръжка, второстепенни разпоредители с бюджет към съответно министерство. 
Изпълнителна агенция се създава със закон или с постановление на Министерския съвет, в които се определят начинът на функциониране и необходимата административна организация за осъществяване на дейността ѝ. Ръководи се от изпълнителен директор, който се назначава от съответния министър, към който е създадена изпълнителната агенция, съгласувано с министър-председателя.

## Списък на изпълнителните агенции в България
Към 2025 година в Република България съществуват 32 изпълнителни агенции:
- Към Министерството на външните работи:
  - Изпълнителна агенция за българите в чужбина

- Към Министерството на електронното управление
  - Изпълнителна агенция „Инфраструктура на електронното управление“

- Към Министерството на енергетиката:
  - Агенция за устойчиво енергийно развитие

- Към Министерството на здравеопазването:
  - Изпълнителна агенция „Медицински надзор“
  - Изпълнителна агенция по лекарствата

- Към Министерството на земеделието и храните:
  - Изпълнителна агенция „Борба с градушките“
  - Изпълнителна агенция по горите
  - Изпълнителна агенция по лозата и виното
  - Изпълнителна агенция по рибарство и аквакултури
  - Изпълнителна агенция по селекция и репродукция в животновъдството
  - Изпълнителна агенция по сортоизпитване, апробация и семеконтрол
  - Изпълнителна агенция „Сертификационен одит на средствата от европейските земеделски фондове“

- Към Министерството на икономиката и индустрията:
  - Изпълнителна агенция „Българска служба за акредитация“
- Към Министерството на иновациите и растежа:
  - Българска агенция за инвестиции
  - Изпълнителна агенция за насърчаване на малките и средните предприятия
- Към Министерството на културата:
  - Национален филмов център – София
- Към Министерството на образованието и науката:
  - Изпълнителна агенция „Програма за образование“
- Към Министерството на околната среда и водите:
  - Изпълнителна агенция по околна среда
- Към Министерството на отбраната:
  - Изпълнителна агенция „Военни клубове и военно-почивно дело“
- Към Министерство на правосъдието:
  - Агенция по вписванията
- Към Министерството на регионалното развитие и благоустройството:
  - Агенция по геодезия, картография и кадастър
- Към Министерството на транспорта и съобщенията:
  - Изпълнителна агенция „Автомобилна администрация“
  - Изпълнителна агенция „Железопътна администрация“
  - Изпълнителна агенция „Морска администрация“
  - Изпълнителна агенция „Проучване и поддържане на река Дунав“
- Към Министерството на труда и социалната политика:
  - Агенция за социално подпомагане
  - Агенция за хората с увреждания
  - Агенция по заетостта
  - Изпълнителна агенция „Главна инспекция по труда“
  - Национален институт за помирение и арбитраж
- Към Министерството на финансите:
  - Агенция по обществени поръчки
  - Изпълнителна агенция „Одит на средствата от Европейския съюз“